# Брокар, Генрих Афанасьевич
Генрих (Анри) Афанасьевич Брокар (фр. Henri Brocard; 23 июля 1839, Париж, Франция — 3 [16] декабря 1900, Канны, Франция) — российский предприниматель-парфюмер и меценат французского происхождения. Коллекционер живописи и произведений искусства. В. Пикуль посвятил его деятельности свою миниатюру «Душистая симфония жизни».

## Биография
Происходил из богатой семьи французского парфюмера Атанаса Брокара. Из-за конкуренции семья парфюмера уехала в Америку, в 1850 году вернулась во Францию. А затем Атанас переехал в Москву, где работал главным парфюмерным лаборантом. В 1861 году Генрих тоже переехал в Россию, сохранив при этом французское подданство. С августа 1861 и до конца 1863 года Генрих Брокар прослужил в качестве главного парфюмера на фабрике российского купца Константина Гика, но затем решил основать своё собственное производство. В сентябре 1862 году он женится на Шарлотте Равэ, дочери бельгийского подданного, работавшего в Москве.

### Брокар и Ко
Капитал для открытия собственной фабрики в Москве Брокар получил после того, как находясь во Франции осенью 1863 года продал известной французской фирме «Рур Бертран» своё открытие (новый способ изготовления концентрированных духов) за 25 тыс. франков. Его первая фабрика была устроена на территории бывшей конюшни домовладелицы Фаворской в Тёплом переулке в Москве. Открытие состоялось 15 мая 1864 года. Изначально на предприятии работало всего три человека (сам Генрих Брокар, его ученик Алексей Иванович Бурдаков и рабочий Герасим). Фабрика вырабатывала всего 60—120 кусков мыла в день. Первым продуктом, которые стала выпускать фабрика, стало «Детское мыло» (на каждом куске был оттиск буквы русского алфавита). Желающие могли составить всю азбуку. А так как мыло было недорогое, обитатели русской глубинки смогли позволить себе покупку брокаровского средства личной гигиены.
Продукция фирмы Брокара пользовалась огромной популярностью. В самом начале планировалось наладить выпуск продукции, которая пользовалась бы спросом и у беднейших слоев населения. Так появилось мыло «Шаромъ» диаметром чуть более 4 см и стоимостью в 5 копеек. Затем Брокар изобрел мыло «Народное», цена которому была всего 1 копейка за кусок. Также появились новые виды мыла: «Глицериновое», «Мятное мыло», «Русское мыло», «Кокосовое мыло» и т. д.  Его дешёвое мыло «Огурец», которое не отличалось по внешнему виду от настоящего овоща, не сходило с прилавков российских магазинов почти четверть века и раскупалось даже как игрушка. В работе с клиентами мужу активно помогает жена Шарлотта. С 1865 года Брокар начал участвовать в российских выставках.
Желая расширить производство, Брокар переводит свою фабрику на Зубовский бульвар, а в 1866 году переезжает в дом Соколова на Пресне. В 1868 закупается паровая машина. Осенью 1869 года его фирма перемещается в купленную им усадьбу за Серпуховскими воротами на углу Арсеньевского переулка и Мытной улицы. Брокар расширяет производство и строит новые цеха. А в 1871 году он основывает на паях с купцом Василием Германом «Торговый дом Брокар и Ко».
После того как продукция предприятия удостоилась двух наград на российских выставках и Почётного диплома в Филадельфии, его фирма «Брокар и Ко» (ныне «Новая заря») удостоилась звания поставщика великой княгини Марии Александровны, герцогини Эдинбургской с правом «употреблять на вывеске вензелевое изображение Имени Её Императорского высочества». В Москве открыто два магазина фирмы: первый в 1872 году (Никольская улица, Дом Бостанжогло), второй в 1878 году (Биржевая площадь, дом Троицкого подворья).
В конце 70-х годов Брокар начал выпуск дешевых парфюмерных наборов, в которые входили мыло, помада, одеколон, духи, саше. Первые 2000 наборов были раскуплены за шесть часов. Когда началась продажа собралось столько желающих, что началась давка и во избежание беспорядков пришлось вызвать полицию.
На Всемирной выставке в Париже в 1878 году продукция компании удостоилась Бронзовой медали. В 1882 году товарищество «Брокар и Ко» удостоилась высшей, Золотой медали на Промышленно-художественной выставке в Москве, где был представлен изобретённый Брокаром «Цветочный одеколон».  Тогда, желая поразить воображение публики, он устроил фонтан из своего нового цветочного одеколона и каждый желающий имел возможность подушиться.
В 1893 году «Торговый дом Брокар и Ко» переименовывается в «Товарищество Брокар и Ко». Это означало, что единоличными хозяевами фабрики и магазинов теперь становится семейство Брокаров.

### Реклама
Успеху продукции фирмы «Брокар и Ко» способствовало то, что стоимость мыла была очень низкой, и покупать его могли широкие слои населения. Кроме того, компания Брокара стала известна своими нестандартными по тем временам рекламными шагами.
Например, в упаковки с мылом были вложены небольшие листы со схемами вышивок для столового белья. Успех этих схем был так высок, что до сего дня мастерицы вышивания с удовольствием коллекционируют их. Также была выпущена нарядная коробка с парфюмерным набором (всего 10 предметов), которая стоила всего 1 рубль. На выставке в Москве Брокар для рекламы своего изобретения установил фонтан «Цветочного одеколона», попробовать который мог любой желающий.
Чтобы убедить обеспеченного покупателя, что российские духи могут быть не хуже французских, Брокар также прибегал в разным маркетинговым ходам — например, как-то Брокар разлил французские духи известной фирмы «Любэн» во флаконы фирмы «Брокар».
Чтобы обезопасить свою продукцию от подделок, на фирме Брокара стали использовать особую торговую марку, которую наклеивали на все товары.
Оборот фирмы к 1900 году составил 2,5 млн рублей.

### Изобретения. Коллекционирование
Генрих Брокар известен также как изобретатель: открыл новый способ изготовления концентрированных духов, изучал воздействие духов на человеческие эмоции, придумал несколько новых ароматов, первым в России начал производство цветочного одеколона. Духи «Персидская сирень», изобретённые Генрихом Брокаром, пользовались огромным успехом и популярностью. За них фирма Брокара удостоилась «Большой золотой медали» на Всемирной выставке в Париже 1889 года..
Был известен как коллекционер: с 1872 года собирал художественные изделия из бронзы, фарфор и керамику, ежегодно выставляя свои коллекции и тратя все доходы от этих выставок на благотворительность. Кроме того, собрал большую коллекцию картин фламандских художников.

### Семья
Супруга, Шарлотта Андреевна Брокар, во всём помогала мужу. У пары были дети — сыновья и дочь.

### Смерть
Генрих Брокар прожил в Москве 39 лет. В 1899 году врачи настояли, чтобы он уехал лечиться во Францию в Канны (где в то время находилась его жена и старший сын Александр), через некоторое время он вернулся в Москву. Но ухудшение здоровья заставило вновь уехать на отдых и лечение в Канны, где он и умер в начале декабря 1900 года. Похоронен в фамильном склепе в городе Провен под Парижем.

## «Товарищество» после смерти Генриха Брокара
После смерти Генриха Брокара дело продолжили его жена, сыновья и дочь. В 1913 году «Товарищество Брокар и Ко» удостоилась звания поставщика Двора Его Императорского Величества. К празднованию трёхсотлетия дома Романовых Брокары выпустили аромат «Любимый букет Императрицы», занявший первые места на самых крупных выставках за рубежом.
В 1914 году фирма Брокара отмечала пятидесятилетний юбилей, а три года спустя, в 1917, после национализации она получила новое название — «Замоскворецкий парфюмерно-мыловарный комбинат № 5». Фабрика носила это название до 1922 года, пока главный парфюмер Брокара не предложил назвать её «Новая заря». Духи «Букет Императрицы» получили новое название «Красная Москва», под которым они выпускаются и сейчас.

## Награды фирмы Генриха Брокара
- 1865 г. Выставка русских производств в Москве — «Серебряная медаль»
- 1870 г. Выставка в Москве- «Большая серебряная медаль»
- 1878 г. Всемирная выставка в Париже — «Бронзовая медаль»
- 1882 г. Промышленно- Художественная выставка в Москве — «Золотая медаль»
- 1883 г. Торгово-Промышленная выставка в Риге — «Серебряная медаль»
- 1883 г. Всемирная выставка в Ницце — «Золотая медаль»
- 1884 г. Всероссийская выставка в Одессе — «Большая серебряная медаль»
- 1884 г. Всемирная выставка в Бостоне — «высшая награда»
- 1885 г. Всемирная выставка в Антверпене — «Золотая медаль»
- 1885 г. Серебряная медаль от Парижской Национальной Академии
- 1885 г. Международная выставка в Париже — «Золотая медаль»
- 1887 г. Всероссийская Горная выставка в Екатеринбурге — «Серебряная медаль»
- 1889 г. Всемирная выставка в Париже — «Большая золотая медаль»
- 1890 г. Международная выставка в Мадриде — «Золотая медаль»
- 1890 г. Казанская выставка — «Высшая награда (почётный диплом и звезда)»
- 1896 г. Всероссийская выставка в Нижнем Новгороде — «Высшая награда (Государственный герб)»
- 1900 г. Всемирная выставка в Париже — «Высшая награда»

## Галерея
- Рекламный плакат, ок. 1900 года.
- Рекламный плакат, ок. 1890-х годов.
- Рекламный плакат, ок. 1898 года.